# Двиджа
Двиджа (рус. дважды рождённые) — термин, которым в индуизме называют членов трёх высших варн (брахманы, кшатрии и вайшьи), прошедших (обычно в возрасте 8—12 лет) обряд упанаяна. В традиционном индуистском обществе упанаяна символизирует второе рождение и даёт право участвовать в ритуалах. Традиционно женщины и шудры к обряду упанаяна не допускались. Как отмечает В. И. Кальянов, «согласно законам индуизма, человек, не приобщившийся к священному знанию, ничем не отличается от животного. Поэтому человек, который приобщился к знанию, прошедший обряд посвящения, достигает второго рождения и носит название „дваждырождённый“».